# Estoril Sol
A Estoril-Sol é uma empresa portuguesa que detém a concessão dos casinos da Póvoa, Estoril e Lisboa, em Portugal.
A empresa foi constituída por José Teodoro dos Santos em 25 de junho de 1958 especificamente para a exploração do Casino Estoril. Desde a década de 80 do século XX ligada ao império empresarial de Stanley Ho, é actualmente uma SGPS com participações em várias outras empresas, sobretudo nas áreas do jogo em casinos físicos, mas também do jogo online, onde começou a operar a partir de agosto de 2016, após ter  obtido a primeira licença para exploração de jogos de azar online em Portugal, em parceria com a empresa belga Gaming1.
A partir de agosto de 2017, a empresa passou também a disponibilizar apostas desportivas à cota no seu sítio internet www.estorilsolcasinos.pt.